# Северо-восточный остерландский диалект
Северо-восточный остерландский диалект (нем. Nordost-Osterländisch) — диалект немецкого языка, принадлежащий к тюрингско-верхнесаксонским диалектам восточносредненемецкой группы. Является одним из вариантов остерландского диалекта, близок к верхнесаксонскому. Распространён в Саксонии-Анхальт (Халле) и в городах по направлению к Бранденбургу, около Херцберга, Бад-Либенверда и Эльстерверда.